# A Midnight Adventure
A Midnight Adventure é um filme mudo norte-americano de 1909 em curta-metragem, do gênero drama, dirigido por D. W. Griffith. O filme foi interpretado por Dorothy West, Billy Quirk e Mary Pickford.
Cópia do filme encontra-se conservada na Biblioteca do Congresso dos Estados Unidos.